# Гевхерхан-султанија (ћерка Селима II)
Султанија Гевхерхан је ћерка Селима II и султаније Нурбану. Рани живот провела је у Маниси и Коњи, где је њен отац служио као санџак-бег.

## Први брак
Гевхерхан је рођена 1544. године. Већ 1. августа 1562. склопљени су снажни савези Селимових ћерки Есмахан, Гевхерхан и Шах - Гевхерхан се удала за адмирала Пијале-пашу. Њих двоје су заједно имали сина Мустафу, и ћерке Атике и Фатму. 
Након троструког венчања, султанија Михримах одлучно је настојала да крене у поморски поход на Малту, тражећи помоћ великог везира Семиз Али -паше, обећавши да ће опремити четири стотине бродова о свом трошку. Међутим, Сулејман и његов син Селим спречили су наставак кампање како би адмирал Пијале-паша могао остати у Истанбулу са својом новом женом Гевхерхан.
Током њиховог брака постојале су гласине да је Гевхерхан једном избола једну од својих робиња када је видела свог мужа како је милује по врату. Није познато да ли је ова прича истинита, али свакако добро илуструје претпоставку да султанија није смела бити понижена или преварена од свог мужа на било који начин .

## Други брак
Када је Пијале-паша умро 1578. године, Мурат III је удаје 1579. године за Џерах Мехмед-пашу. Када је у марту 1580. од јањичара унапређен у гувернера Румелије, људи су сматрали да је то због политичке моћи Гевхерхах султаније. Три године касније, Гевхерхан је поклонила прелепу босанску робињу Мехмеду када је отишао у своју провинцију. Ова босанска робиња касније је постала Хандан султанија, мајка будућег султана Ахмеда I
Гевхерхан и Мехмед-паша били су на врхунцу своје политичке каријере када је Мехмед III поставио Џерах Мехмед -пашу за великог везира 1598. Гевхерхан је постала утицајна политичка личност у дворским круговима. Утицај Гевхерхан и Мехмед -паше није опао ни након Ахмедовог ступања на престо. Млади Ахмед је свакако желео да захвали Гевхерхан и Мехмед-паши, јер је веровао да без Гевхерхан и њеног мужа никада не би могао бити рођен, па им је дуговао захвалност и за своје постојање. Нажалост, Ахмед није имао прилику да награди Џерах Мехмед-пашу, пошто је паша умро 9. јануара 1604. Међутим, према Гевхерхан се односио са великим уважавањем, пославши јој хиљаде златника и хаљину са крзном од самура, што је било тако ретко да су само Хандан и Сафије добили сличну од младог султана у децембру 1603. У фебруару 1604. Ахмед је поново поклонио крзнену свилену хаљину, али су је овај пут добили само Гевхерхан и Хандан. Ахмед је касније једној од својих ћерки дао име Гевхерхан, у част своје тетке. Гевхерхан је примала 350 акчи дневно током Ахмедове владавине.

## Добротворне организације, личност и смрт
Од својих поседа чинила је верске и добротворне фондације чији су приходи изградили и одржавали високи теолошки факултет у истанбулском насељу Чагалоглу. Такође је позната задужбина Гевхерхан султаније око купатила Старе џамије у Једрену 1609/1610 године.
Венецијански амбасадор Ђанфранко Моросини писао је 1585. да је „султан Мурат веома волео, да је од поверења султанове жене, жена великог духа и високог угледа“. Султанију Гевхерхан су ценили и поштовали сви султани: деда, отац, брат, нећак и пранећак. Њен други муж се за три године уздигао од јањичарског аге 1579. до везира 1582, што је необично брз успон.
Гевхерхан султанија је једна од ретких султанија Османског царства која је живела дуг живот. Преминула је јулу 1623. године, када је и последњи пут иѕменила свој тестамент. Именовала је мужа њене ћерке за надзорника њених фондација, за шта му је загарантована дневна плата од 80 акчи. Сахрањена је у очевој гробници.

## Деца
Из првог брака са Пијале пашом, Гевхерхан је имала :
- Мустафа-бег (1565 — 22. јун 1593), познатији као Султанзаде Мустафа клишки, санџак-бег Пелопонеза 1580, Смедерева 1582,  и Херцеговине 1584. године. Погинуо је у бици на реци Купи 22. јуна 1593. године, његову смрт су опевавали песници, називавши га царевићем, рођеним сестрићем султана Мурата, и тврдили су да је његова мајка рођена сестра султана. Причало се да је његова мајка јако патила због његове смрти и у почетку се веровало да је султанија Гевхерхан умрла од туге 1594. године, иако је заправо умрла скоро 30 година касније.
- Атике султанија (1563 — децембар 1609), прво дете султаније Гевхерхан. Удата за доганџибаши Дилавер-агу, за кога је била верена од своје десете године. Умрла је концем 1609. године. У њену част је султан Ахмед дао име својој ћерци Атике која се родила непосредно после њене смрти.
- Фатма султанија (1570 — 1607), склопила други брак почетком 1590-их, међутим први супруг јој је преминуо. Када је њен очух, Џерах-паша, постао велики везир у априлу 1598. године, он и њена мајка су убедили султана Мехмеда да је уда у новембру исте године за Мехмет-пашу, сина великог везира Коџа Синан-паше и (највероватније) Нергисшах-султаније. Након брака, Мустафа-паша је постављен за намесника у Сирији, и султанија Фатма се тамо настанила. Њен супруг је отказао послушност султану. Фатма је послала писмо својој мајци у Истанбул и молила је да ургира да се њеном супругу поштеди живот.[7] Султанија Гевхерхан је проследила писмо своје кћери султанији Хандан. Хандан је одмах реаговала и молила сина, султана Ахмеда I, да поштеди пашу због султаније Гевхерхан. Млади султан није хтео да послуша мајчин савет и одрубио је главу Мустафа-паши. Није познато да ли је Фатма удата трећи пут. Умрла је убрзо након смрти свог мужа. Након њене смрти 1607. године, Ахмед је дао једној од својих кћери име у Фатмину част.
- Хатиџе султанија (1572 — након 1623), удата за Ибрахим-бега. Њена палата је после њене смрти била додељена Каји султанији, ћерци Мурата IV. Током владавине нећака Ахмеда примала је 50 акчи дневно. Након смрти султаније Гевхерхан, Хатиџе је по наредби своје мајке примала 40 аспера дневно. Водила је рачуна о имовини свог оца и мајке.

Из другог брака са Мехмед-пашом, имала је једног сина:
- Салих-бег (1585 — након 1623), санџак-бег Клиса. Познато је да је имао активну преписку са својом мајком. Након мајчине смрти, примао је дневно 30 аспера.